# Морозов, Павел Васильевич
Павел Васильевич Морозов (1 марта 1894 года, дер. Мякишево, Никольский уезд, Вологодская губерния — 11 декабря 1984 года, гор. Москва) — советский военный деятель, полковник (1940 год).

## Начальная биография
Родился 1 марта 1894 года в деревне Мякишево ныне Никольского района Вологодской области.
В июне 1911 года окончил четырёхклассное городское училище, а в 1915 году — пять семестров 1-х Петроградских политехнических курсов.

## Военная служба

### Первая мировая и гражданская войны
10 февраля 1916 года был призван в ряды Русской императорской армии и направлен в взвод со средним образованием по подготовке в военные училища в составе 206-го запасного пехотного полка, а в июле юнкером переведён в 5-ю Московскую школу прапорщиков, после окончания которой в январе 1917 года в чине прапорщика вернулся в прежний полк, дислоцированный в Ростове-Ярославском, где назначен младшим офицером. 12 декабря был демобилизован из рядов армии, после чего вернулся на родину.
18 августа 1918 года призван в ряды РККА и назначен на должность помощника командира роты в составе 55-го Свирско-Двинского стрелкового полка, дислоцированного в Великом Устюге. Зимой полк был передислоцирован в Рыбинск и переименован в 61-й Северо-Двинский, а Морозов был назначен на должность командира роты, весной 1919 года полк был направлен на Южный фронт, после чего принимал участие в боевых действиях против войск под командованием А. И. Деникина.
В июне назначен на должность помощника коменданта 3-й бригады в составе 7-й стрелковой дивизии, после чего участвовал в боевых действиях в районе Курска, Обояни и Орла. Зимой заболел тифом, после чего лечился в Гурском госпитале. После выздоровления вернулся в дивизию, где в апреле 1920 года назначен на должность командира взвода дивизионной школы, после чего принимал участие в боевых действиях в районе городов Мозырь, Овруч, Коростень и Белокоровичи в ходе Советско-польской войны. Приказом по 12-й армии от 25 мая 1920 года за боевые отличия под Мадином П. В. Морозов награждён орденом Красного Знамени. В мае 1920 года попал в польский плен, из которого в июне бежал, после чего продолжил службу в 7-й стрелковой дивизии на должностях командира взвода и роты и участвовал в боевых действиях в районе городов Ковель и Сарны.

### Межвоенное время
После окончания боевых действий служил в 7-й стрелковой дивизии (Украинский военный округ) на должностях заведующего разведкой дивизии и командира роты дивизионной школы. В августе 1922 года назначен на должность командира роты в составе 19-го стрелкового полка, а в марте 1925 года — на должность начальника полковой школы в составе 20-го стрелкового полка. В сентябре 1925 года направлен на учёбу на «Выстрел», после окончания которых в сентябре 1926 года вернулся в 20-й стрелковый полк, где служил на должностях начальника полковой школы, помощника командира и командира батальона.
В апреле 1929 года переведён в 74-й Крымский стрелковый полк (25-я Чапаевская стрелковая дивизия), в составе которого служил на должностях командира батальона и начальника штаба полка.
В марте 1932 года назначен на должность начальника штаба 5-го колхозного стрелкового полка в составе 2-й отдельной колхозной стрелковой дивизии (ОКДВА), в 1936 году преобразованной в 66-ю стрелковую. В июне 1936 года назначен начальником 1-го отделения штаба этой же дивизии, а в период с 14 сентября 1936 по 29 апреля 1937 года исполнял должность начальника штаба дивизии.
29 марта 1937 года назначен на должность начальника штаба 1-й отдельной бригады строительных частей РККА, в апреле 1938 года — на должность начальника отделения строительных частей Приамурского районного отдела Дальвоенстроя ОКДВА, а в феврале 1939 года — на должность заместителя начальника отдела строительных частей Военно-строительного управления 2-й Отдельной Краснознамённой армии.

### Великая Отечественная война
С началом войны находился на прежней должности.
2 августа 1941 года назначен на должность руководителя тактики Комсомольского пехотного училища, а 8 сентября — на должность начальника штаба 415-й стрелковой дивизии, формировавшейся в районе станции Раздольное (Уссурийская железная дорога). После завершения формирования дивизия в период с 24 октября по 9 ноября 1941 года была передислоцирована в район Серпухова (Московская область), где была включена в состав 25-й армии, после чего вела оборонительные боевые действия в районе Калугино.
30 ноября 1941 года полковник Морозов был назначен на должность начальника 1-го отделения оперативного отдела 1-й ударной армии, однако с февраля 1942 года лечился в московском госпитале по болезни и после выздоровления в марте того же года назначен на должность заместителя начальника Московского Краснознамённого пехотного училища.
В сентябре 1942 года переведён на должность начальника штаба 267-й стрелковой дивизии, формировавшейся в Серпухове. После завершения формирования дивизия в ноябре была передислоцирована в район Верхнего Мамона (Воронежская область), где была включена в состав 6-й армии (Воронежский фронт), после чего вела оборонительные боевые действия в районе Коротояка, а затем участвовала в ходе Среднедонской и Ворошиловградской наступательных операций, в ходе последней в районе населённых пунктов Спасское, Марьяновка и Новомосковск в феврале 1943 года попала в окружение, по выходе из которого заняла оборону по реке Северский Донец в районе посёлка Андреевка. С 16 марта 1943 года полковник П. В. Морозов исполнял должность командира этой же дивизии, однако уже 23 марта был снят по состоянию здоровья, после чего находился в распоряжении Главного управления кадров НКО и вскоре был назначен на должность преподавателя кафедры службы штабов Военной академии имени М. В. Фрунзе.

### Послевоенная карьера
После окончания войны находился на прежней должности.
29 августа 1946 года вышел в запас по болезни.

## Награды
- Орден Ленина (21.02.1945);
- Два ордена Красного Знамени (25.5.1920, 03.11.1944);
- Орден Отечественной войны 1 степени (13.05.1943);
- Орден Красной Звезды (30.01.1942);
- Медали.